# Doridunculus
Doridunculus es un género de moluscos nudibranquios de la familia Akidoridae.

## Diversidad
El género Doridunculus incluye un total de 2 especies descritas:
- Doridunculus echinulatus Sars G.O., 1878
- Doridunculus unicus Matynov & Roginskaya, 2005

Especies cuyo nombre ha dejado de ser aceptado por sinonimia:
- Doridunculus pentabranchus Odhner, 1907: aceptado como Doridunculus echinulatus Sars G.O., 1878